# Juan Grabois
Juan Grabois ( (escucharⓘ); Buenos Aires, 23 de mayo de 1983) es un abogado, licenciado en ciencias sociales, escritor, dirigente social y político argentino. Es fundador de la Unión de Trabajadores y Trabajadoras de la Economía Popular y del Frente Patria Grande. Además, es miembro del Dicasterio para el Servicio del Desarrollo Humano Integral del Vaticano. Trabaja como docente de Teoría del Estado en la Facultad de Derecho de la Universidad de Buenos Aires. Fue precandidato a presidente en las PASO del 13 de agosto de 2023 por Unión por la Patria en las que fue electo Sergio Massa. Fue creador del think tank: Fundación para el Desarrollo Humano Integral (Fundación DHI).

## Biografía

### Comienzos

Roberto Grabois junto a Juan Domingo Perón

Juan Grabois es hijo de un exdirigente peronista famoso por fundar el Frente Estudiantil Nacional y su madre una médica pediatra
Finalizó sus estudios secundarios en el Colegio Godspell de San Isidro para luego en 2009 graduarse como licenciado en Ciencias Sociales y Humanidades de la Universidad Nacional de Quilmes. Un año después obtuvo su título de abogado en la Universidad de Buenos Aires. Actualmente tiene dos hijas y un hijo. Está casado con una compañera del secundario, se conocieron cursando en el Instituto Libre de Segunda Enseñanza. Vive con su familia en la localidad de Boulogne, Provincia de Buenos Aires.

### Militancia social

Grabois muy jóven en la inmediaciones de Plaza de Mayo en diciembre del 2001

En el año 2001, emerge la actividad cartonera en las calles de los grandes centros urbanos de la Argentina. En aquel entonces la actividad de cirujear era ilegal en la Ciudad de Buenos Aires y los trabajadores eran perseguidos por la policía. Junto a trabajadores cartoneros y otros militantes, Grabois funda en el año 2002 el Movimiento de Trabajadores Excluidos. Dedicó su militancia a la organización gremial de recicladores, vendedores ambulantes, costureros, pequeños agricultores, pueblos originarios, obreros de empresas recuperadas, personas que salieron de la cárcel, mujeres que realizan tareas de cuidado y sostienen espacios comunitarios, entre otros.  
El 24 de noviembre de 2005 se promulgó la Ley 1.854, conocida como Ley de Basura Cero, con un artículo de inclusión del trabajo cartonero. Esta ley institucionalizó el trabajo de los recicladores urbanos y logra que las cooperativas cartoneras sean contratadas por el gobierno de la ciudad para brindar el Servicio de Recolección Diferenciada de residuos domiciliarios y de grandes generadores. Gracias a esto, además incentivó a la creación de jardines especiales para hijos e hijas de cartoneros que funcionan en el horario nocturno. Los trabajadores tienen ropa y herramientas de trabajo, cobran un salario complementario que, sumado a lo que ganan por el material reciclable, les permite llegar al sueldo mínimo vital y móvil. Son monotributistas sociales y, además de hacer aportes jubilatorios, tienen acceso al sistema de salud a través de su propia mutual.

Grabois junto a Francisco en el Encuentro Mundial de Movimientos Populares

Entre el año 2014 y 2016 vivió en San Martín de los Andes, Neuquén. Allí contribuyó al desarrollo regional de la CTEP. Fue coordinador del Encuentro Mundial de Movimientos Populares impulsado por el Papa Francisco, del que es amigo personal, desde el 2014.
Entre 2016 y 2017 participó en la redacción de las siguientes leyes:
- Normativa para el Servicio de Recolección Diferenciada de Residuos Sólidos Urbanos en la Ciudad Autónoma de Buenos Aires (2010 y 2016)
- Ley de Emergencia Social, en su reglamentación e implementación (2016-2017)
- Decreto 358/2017 y en la implementación del Relevamiento Nacional de Barrios Populares y del Certificado de Vivienda Familiar (2016-2017)[12]

### Actividad política
En agosto de 2018 Grabois acompañó a Cristina Fernández de Kirchner a su presentación ante los tribunales de justicia alegando que existía persecución política contra la expresidenta para evitar que se presente a elecciones y tapar la situación socioeconómica del país. Este hecho fue una sorpresa dada su postura siempre crítica durante el gobierno kirchnerista. En ese momento declaró: «No buscan justicia sino revancha y proscripción con medias verdades y verdades a medias en una sociedad, una clase política y una casta judicial que no dan respuestas al pueblo y manejan niveles de hipocresía verdaderamente patológicos.»
El 29 de octubre de 2018 lanza el Frente Patria Grande que está conformado por sectores sociales y políticos que no participaron del gobierno kirchnerista pero que se referencian en la ex presidenta Cristina Fernández de Kirchner. En las elecciones del 2019 forma parte del Frente de Todos y si bien Grabois no es candidato a nada, impulsa la candidatura de Ofelia Fernández, que se convierte en la legisladora más joven de América Latina y los diputados nacionales Itaí Hagman y Federico Fagioli. Luego asumirá también Natalia Zaracho, primera diputada cartonera. 
En las elecciones de 2023, asumieron en representación de Patria Grande en la Legislatura de la Ciudad de Buenos Aires 2 mujeres: Victoria Freire y Mariana Gonzalez (militante social que acompaña a personas en situación de calle). Federico Fagioli pasó al Senado de la Provincia de Buenos Aires y tanto Zaracho como Hagman renovaron sus bancas en el Congreso Nacional. 

#### Delegaciones de solidaridad latinoamericana

Grabois y Cristina en Villa Fiorito, Lomas de Zamora, Buenos Aires

A partir de la crisis en Bolivia, en noviembre de 2019 Grabois impulsa la creación de la Misión de Solidaridad Internacional y Derechos Humanos para denunciar la violencia represiva que se desarrolla en el país. La Delegación viajó a Bolivia los días 28, 29 y 30 de noviembre de 2019 y recibió amenazas del ministro Arturo Murillo quien amenazó a la delegación argentina quien posteriormente sería procesado por la muerte de 20 manifestantes. Sería uno de los primeros en denunciar el caso de contrabando de armas hacia Bolivia ocurrido en 2019 La Misión viajó con los mismos fines a Ecuador, Colombia y a Perú. 
En 2024 denunció y advirtió sobre la entrada de sicarios desde Paraguay por la falta de gendarmes en la frontera. En enero de ese año llamó la atención en una entrevista sobre el hecho de que Patricia Bullrich estaba utilizando a los gendarmes que debían controlar las fronteras para sofocar las protestas ciudadanas contra el gobierno de Javier Milei. "Si los gendarmes no están custodiando las fronteras, los narcotraficantes bailan" señaló.

#### Caso Etchevehere
En octubre de 2020, junto a trabajadores e integrantes de proyectos sociales, Dolores Etchevehere, hermana del exministro de Agricultura Luis Miguel Etchevehere, puso en marcha el Proyecto Artigas, ingresando al casco principal de la estancia Casa Nueva, ubicada a un kilómetro y medio de la entrada a la ciudad de Santa Elena, departamento La Paz en la provincia de Entre Ríos.  En 2019 Dolores Etchevehere, quien había alegado derechos hereditarios sobre el campo, cedió el 40% de ellos al Proyecto Artigas. De esta forma, quedó firme el desalojo de los hermanos de Dolores Etchevehere en el Establecimiento Casa Nueva, ubicado en Santa Elena, Entre Ríos.
El hecho, que tuvo un alto impacto en la agenda pública, hizo que comenzaran a avanzar causas judiciales que permanecían quietas en la justicia. El 24 de noviembre de 2022, la jueza de Garantías de Entre Ríos Carola Bacaluzzo dictó el procesamiento de Luis Miguel Etchevehere, sus hermanos Juan Diego Etchevehere y Sebastián Etchevehere, y su madre Leonor Barbero Marcial por el vaciamiento de la Sociedad Anónima Entre Ríos (SAER), empresa propietaria de El Diario de Paraná, lo cual fue confirmado por la Cámara de Apelaciones de la justicia provincial. El 13 de mayo de 2021, ya habían sido condenados y multados en la misma causa por desviar para uso personal créditos a tasa subsidiada por el Estado para producción de soja.
Actualmente, sigue en litigio en la justicia civil la causa por la sucesión de Luis Félix Etchevehere, en la que en los últimos años hubo medidas cautelares a favor del planteo de Dolores Etchevehere. Además, la justicia federal de Buenos Aires, emitió un dictamen en el que prueban la violencia económica sufrida por la denunciante.

#### Precandidatura a presidente

Boleta presidencial de Grabois y Abal Medina

En marzo del 2023 Grabois lanzó oficialmente su candidatura a presidente bajo la consigna "Argentina Humana". La intención de Grabois, según manifestó, es que hubiera un candidato o candidata que expresara las ideas de justicia social y soberanía nacional dentro de las PASO del Frente de Todos. Previo al cierre de listas, apoyó a Wado de Pedro en lo que era una probable candidatura presidencial, como también la de Axel Kicillof -que se mantuvo en renovar su banca de Gobernador-. Finalmente, el exmilitante de HIJOS, aprobó la fórmula de Sergio Massa - Agustín Rossi; y cumplió así con su objetivo de aspirar a una representación de carácter "nacional y popular", ya que se postuló -en lo que fue un arduo trabajo para la militancia de Frente Patria Grande- para una interna en la lista oficialista de Unión por la Patria, en función tal de competir ante el dirigente de Tigre, con quien mantiene distancia.
Grabois eligió como compañera de fórmula a la licenciada en Sociología, Paula Abal Medina su lista logró sacar 1.441.504 votos (21,45% dentro de la primaria de Unión por la Patria) contra 5.277.538 (78,55%) de la fórmula Massa-Rossi.

#### Imputación y desestimación de la causa por defraudación al Estado
En 2024, el Gobierno de Javier Milei decidió desfinanciar el Fondo de Integración Socio Urbana (FISU) por desvío de fondos, el cual estaba a cargo de Fernanda Miño y tenía como objetivo principal la urbanización y construcción de viviendas de barrios populares.
El 23 de febrero el subsecretario de Integración Socio Urbana de La Libertad Avanza, Sebastián Pareja, en diálogo con El Observador 107.9, desmintió las falsas denuncias y destacó la política de urbanización llevada adelante por la SISU, a cargo de Fernanda Miño en la gestión previa. Afirmó que los fondos del FISU «tienen varios controles» estatales y externos al estado como colegios de abogados y arquitectos provinciales, y que esta política es promovida como ejemplo por el Banco Interamericano de Desarrollo (BID), agregando que, según sus palabras la de Integración urbana «Si no fue la única Secretaría que funcionó durante el gobierno de Alberto Fernández, le pega en el palo» Al mismo tiempo a pesar de ser crítico con Grabois el funcionario de Milei aportó pruebas que desmentía la nota de Clarín y recordó que el BID había destacado el trabajo de la secretaria.
Finalmente, el actual titular del área, Sebastián Pareja, desestimó la denuncia por no hallar irregularidades en la utilización de los fondos.

#### Retención de alimentos por parte del Gobierno de Milei
El gobierno de Milei ni compró ni distribuyó paquetes de comida que se encontraban almacenadas en un lugar desde la asunción al poder el 10 de diciembre de 2023. Grabois denunció en febrero judicialmente a la ministra Sandra Pettovello por "incumplimiento de los deberes de funcionario" y "violar normas que ordenan garantizar el alimento a quienes están padeciendo situaciones de extrema pobreza". En mayo, coincidiendo con las protestas de la Iglesia por no repartir los 5 millones de kilos de comida que el Gobierno de Milei tenía almacenada, un juez ordenó el 27 de mayo el reparto de éstos en menos de 72 horas.
Ante esta situación, Manuel Adorni, vocero presidencial, reconoció la existencia de esa cantidad de alimentos y aclaró que «los alimentos se van a repartir y van a llegar a la gente que le tiene que llegar» y Patricia Bullrich se excusó afirmando que «no se guarda nada, todo lo contrario, lo que hace es impedir que se robe comida». Sin embargo, Pablo de la Torre, secretario de Niñez y Familia del Ministerio de Capital Humano,  afirmó que esos alimentos estaban almacenados para usarse en una eventual emergencia y que se según él se trata de un stock de reserva.
Ante la pasividad del Gobierno en el reparto de los alimentos, diferentes jueces de distintas provincias dictaron órdenes de allanamiento por parte de la Gendarmería de diferentes galpones durante el primero de junio pues aún el Gobierno no había empezado el reparto.
En marzo de 2025 realizó una ampliación de la denuncia junto a Alejandro Gramajo, secretario general de la UTEP a Pettovello tras encontrar "útiles escolares y nuevos alimentos en 13 depósitos gubernamentales.

#### Denuncia a Milei por el "Criptogate"
En febrero de 2025, el presidente Javier Milei difundió desde sus redes sociales la criptomoneda $LIBRA, lo que provocó un fuerte aumento y posterior desplome de su valor, con pérdidas para numerosos inversores. Juan Grabois presentó una denuncia penal por presunto uso indebido del cargo para beneficiar un negocio privado. 
El 20 de marzo de 2025, la Cámara Federal habilitó como querellantes a tres damnificados representados por Grabois; los intentos posteriores de la defensa del Milei por excluir esa querella fueron rechazados por la Cámara de Casación a fines de abril y mayo. Desde entonces, la parte querellante accedió al expediente e impulsó medidas de prueba; en paralelo, la fiscalía pidió levantamientos de secreto y pericias de trazabilidad sobre transferencias vinculadas al creador del token, y se ordenó el congelamiento de criptoactivos relacionados con la investigación.
Conflicto en el Instituto Nacional Juan Domingo Perón y detención
El 7 de junio de 2025, el dirigente social Juan Grabois, líder del Frente Patria Grande, participó junto a militantes y diputados una ocupación simbólica del edificio del Instituto Nacional Juan Domingo Perón, ubicado en Recoleta. Este organismo, dependiente del Ministerio de Capital Humano, había sido cerrado por decreto del Gobierno del presidente Javier Milei. A través de sus redes sociales, Grabois reivindicó el acto como una “recuperación simbólica” de la memoria histórica peronista, denunciando que su cierre se había realizado de manera “ilegal”.
En el operativo llevado a cabo ese mismo día, la Policía Federal desalojó el edificio y detuvo a Grabois y otros manifestantes en un procedimiento que no estuvo respaldado por una orden judicial, según denunciaron sus defensores. Grabois permaneció detenido por aproximadamente doce horas, siendo liberado en la madrugada del 8 de junio de 2025 tras una vigilia y reclamos por su liberación.

## Actividad periodística
Desde el año 2025 escribe una columna en Diario Ar y condujo un programa en Canal RED Latinoamérica llamado Jinetes del Futuro, del cual ya no participa.

## Historial electoral
| Año  | Candidatura                       | Coalición política | Elección | Votos     | Porcentaje      | Resultado     |
| ---- | --------------------------------- | ------------------ | -------- | --------- | --------------- | ------------- |
| 2023 | Presidente de la Nación Argentina |                    | Primaria | 1 441 504 | \| \| 5.85 % \| | No habilitado |
|      | 5.85 %                            |                    |          |           |                 |               |

## Publicaciones
- Argentina humana: Teoría y práctica para la justicia social en el siglo XXI. Un proyecto contracultural (2024), Sudamericana, Buenos Aires
- Coautor con Ulises Bosia: El segundo kirchnerismo (2008-2015): Una interpretación de los conflictos entre el gobierno y el poder económico (2023), Prometeo, Buenos Aires
- Los Peores: Vagos, chorros, ocupas y violentos. Alegatos del humanismo cascoteado (2022), Editorial Sudamericana,
- La clase peligrosa (2018), GRABOIS, Juan, Planeta, Buenos Aires.
- La Personería Social (2017), Editorial del Congreso, Buenos Aires.
- La exclusión en el capitalismo contemporáneo (2015), América Latina en Movimiento, Ecuador.
- Una Visión de los Oficios de la Economía Popular (2015), RedEtis, IIPE-UNESCO, Buenos Aires.
- Trabajo y organización en la economía popular. GRABOIS, Juan; PÉRSICO, Emilio M. A. (2014), Cuadernos de formación para trabajadores, militantes, delegados y dirigentes de organizaciones populares, CTEP Ediciones, ISBN 978-987-3711-01-5, Buenos Aires.
- Capitalismo de exclusión (2013), periferias sociales y movimientos populares, en The Emergency of the Socially Excluded, Pontifical Academy of Sciences, Scripta Varia 123, Roma.
- El proceso de organización de los cartoneros (2012), Revista Marcha, Buenos Aires.
- Los siete pecados argentinos (2010), Editorial Paidos